# Conservatoire Rachmaninov de Rostov-sur-le-Don
Le conservatoire Rachmaninov de Rostov-sur-le-Don (Ростовская государственная консерватория им. Рахманинова) est un établissement supérieur d'enseignement musical de Rostov-sur-le-Don en Russie.

## Historique
Le conservatoire de Rostov a ouvert ses portes en 1967 sous le nom d'institut pédagogique musical d'État de Rostov. Il est devenu conservatoire d'État de Rostov (dédié à Sergueï Rachmaninov) en 1992 et a reçu le statut d'académique en 2004. Il a formé plus de 4 000 diplômés depuis le début, pianistes, chefs d'orchestre, maîtres de chœur, compositeurs  musicologues, chanteurs d'opéra et de concert, instrumentistes de concert classique, instrumentistes de musique folklorique, musiciens de variété et de jazz. C'est le principal établissement d'enseignement de ce type pour tout le Caucase du Nord et du sud de la Russie.
En 1982, le conservatoire est le premier en URSS à inaugurer une chaire de professeur de musique de variété et de jazz, dirigée par Kim Nazaretov (1989). En 1993, le conservatoire ouvre un lycée (aujourd'hui école secondaire musicale spéciale) ouverts aux enfants doués dès l'âge de onze ans, puis d'enfants plus jeunes jusqu'aux étudiants préparant l'université. Des sections d'aspirants au doctorat dans différents domaines de l'art musical ouvrent en 1993 et en 2007 le conservatoire reçoit le droit de délivrer des grades de docteur d'État.
Le conservatoire comprend un orchestre symphonique, le chœur du conservatoire, un atelier d'opéra, un orchestre d'instruments à vent, un orchestre d'instruments folkloriques, un big band, le chœur de chambre de Rostov, la chorale du Don « Anastasia », un chœur de chants populaires, une chorale féminine, la chorale de chants du « Don paisible », une chorale enfantine, etc.
Le recteur est depuis 2017 Mikhaïl Savtchenko, artiste du peuple de la fédération de Russie.
Le conservatoire collabore au programme européen Erasmus. Environ 20 % des étudiants sont de nationalité étrangère en 2021.